# Biznaga
Biznaga és un grup espanyol de punk rock format el 2012 a Madrid per Álvaro García (veu i guitarra) i Jorge Navarro (baix), ambdós d'origen malagueny, als quals més endavant se'ls van unir Jorge «Milky» Ballarín (bateria) i Pablo Garnelo (guitarra).
A principis de l'estiu del 2024 Biznaga van presentar dos avançaments del seu cinquè àlbum d'estudi, ¡Ahora!, editat a través del segell discogràfic Montgrí. Els dos temes de presentació són «El entusiasmo», definit pel grup com una declaració d'amor en temps de guerra, i «Imaginación política», plantejat com una anticançó de l'estiu crítica amb el capitalisme. La presentació d'aquests temes va anar seguida d'una gira per la península Ibèrica i dos concerts (12 i 13 de setembre) a Londres.

## Discografia
- Demo (2012)[3]
- EP (2012)
- EP & Demo (Musagre, 2013)
- Centro dramático nacional (Holy Cuervo, 2014)
- Sentido del espectáculo (Slovenly Recordings/Altafonte, 2017)
- Gran pantalla (Slovenly Recordings, 2020)
- Bremen no existe (Montgrí, 2022)[4]
- ¡Ahora! (Montgrí, 2024)